# District de Hải An
Hải An est un district urbain (quận) de Haïphong dans le delta du fleuve Rouge au Viêt Nam. 

## Géographie
La superficie du district est de 12 km2. 